# Cyrtopogon evidens
Cyrtopogon evidens là một loài ruồi trong họ Asilidae. Cyrtopogon evidens được Osten-Sacken miêu tả năm 1877. Loài này phân bố ở vùng Tân Bắc giới.